# Kenmare (Dakota du Nord)
Pour la ville irlandaise, voir Kenmare.
La ville de Kenmare est située dans le comté de Ward, dans l’État du Dakota du Nord, aux États-Unis. Sa population s’élevait à 1 096 habitants lors du recensement de 2010, estimée à 1 019 habitants en 2018.

## Démographie
| 1910  | 1920  | 1930  | 1940  | 1950  | 1960  |
| ----- | ----- | ----- | ----- | ----- | ----- |
| 1 437 | 1 446 | 1 494 | 1 528 | 1 712 | 1 696 |

| 1970  | 1980  | 1990  | 2000  | 2010  | - |
| ----- | ----- | ----- | ----- | ----- | - |
| 1 515 | 1 456 | 1 214 | 1 081 | 1 096 | - |

## Source
- (en) Cet article est partiellement ou en totalité issu de l’article de Wikipédia en anglais intitulé « Kenmare, North Dakota » (voir la liste des auteurs).